# Billie is verdwenen
Billie is verdwenen is een verhaal van 44 bladzijden, getekend door veertien verschillende tekenaars, ter ere van het 20-jarig bestaan van de strip Bollie en Billie. De oorspronkelijke Franse titel is Bill a disparu !. Het verhaal verscheen als bijlage in weekblad Robbedoes / Spirou (Spirou, nr. 2173, 6 december 1979) en in 1990 als album. De Nederlandse vertaling is van een jaar later. Initiatiefnemer was hoofdredacteur van Spirou Alain De Kuyssche. Bollie en Billie-auteur Roba tekende de eerste bladzijde, dan Franquin, Jijé, Dupa (met Dommel), Tibet (met Chick Bill), enzovoort. Ook Willy Vandersteen met Suske en Wiske werkte mee.